# Extwistle Hall

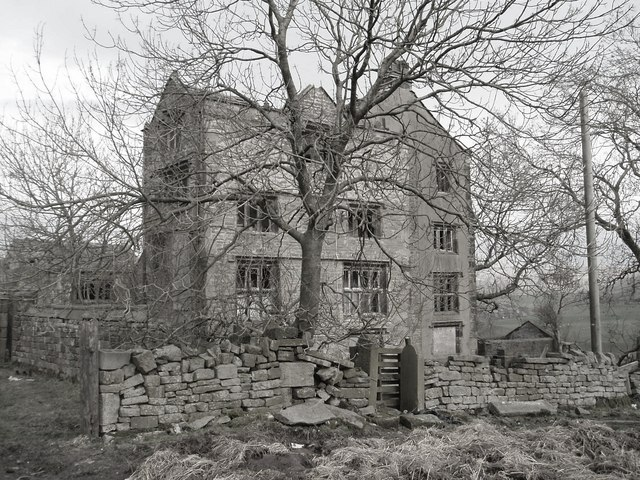
Die Ruine von Extwistle Hall

Extwistle Hall ist die Ruine eines Landhauses im Extwistle Moor zwischen den Dörfern Haggate und Worthorne nördlich des Marktes Burnley in der englischen Grafschaft Lancashire.
Das Landhaus ist aus Sandsteinziegeln U-förmig um einen Innenhof herum gebaut. Heute ist es eine Ruine. Es wurde im 16. Jahrhundert im Tudorstil im Auftrag der Familie Parker errichtet, die durch ihre lokalen Geschäfte bekannt waren.
Robert Parker hatte das Gelände, das vorher der Kirkstall Abbey gehörte, 1537, nach der Auflösung der englischen Klöster, gekauft. 1580 wurde dann das Landhaus errichtet, 1637 der hintere Flügel angebaut. Die Familie Parker lebte in Extwistle Hall knapp 140 Jahre lang und zog dann um 1718 in die Cuerden Hall um. John Parker war 1693 High Sheriff of Lancashire und Robert Parker hatte dieses Amt 1710 inne. Das Haus wurde Ende des 18. Jahrhunderts umgebaut.
Heute ist das von English Heritage als historisches Bauwerk II*. Grades gelistete Gebäude seit 20 Jahren unbewohnt. Es gehört einer Immobiliengesellschaft von der Isle of Man und ist im Heritage-at-Risk-Register aufgeführt. Anfang 2012 wurde ein £ 2 Mio. umfassender Sicherungs- und Renovierungsplan aufgestellt. Das Landhaus sollte zu altem Glanz restauriert und dann verkauft werden.